# پورها
پورها (به انگلیسی: Pyrrha)، در اسطوره‌های یونان، نخستین زن میرایی است که زاده شد.
دختر اپیمتئوس و پاندورا بود و با دئوکالیون ازدواج کرد. زمانی که زئوس تصمیم گرفت انسان را به وسیله طوفانی از بین ببرد، دئوکالیون و پورها به کمک پرومته و پسرش که کشتی برایشان ساختند، نجات یافتند. اما چون نسلی از انسان باقی نمانده بود، وخشی به آن‌ها گفت که سنگ‌هایی از بالا به پشت پرتاب کنند. سنگ‌های دئوکالیون مَرد و سنگ‌های پورها زن شدند و نژاد انسانی ایجاد شد. آن‌دو پنج فرزند به نام‌های هلن، آمفیکتوئون، پروتوگنیا، پاندورا، تویا داشتند.